# Silviano Brandão
Francisco Silviano de Almeida Brandão (n. Silvianópolis, Región Sudeste de Brasil, Minas Gerais, Brasil, 7 de marzo de 1848 † Belo Horizonte, 25 de septiembre de 1902) fue un médico y político brasileño.

## Biografía
Nacido en Silvianópolis en 1948.
Estudió primaria y secundaria en el Seminario Episcopal de São Paulo.
Luego se trasladó a Río de Janeiro, donde en 1875 obtuvo una Licenciatura en Medicina.
Tras licenciarse, estuvo trabajando durante mucho tiempo como médico adjunto.
Tiempo más tarde entró en el mundo de la política, logrando ocupar entre 1898 y 1902, el cargo de Gobernador del Estado de Minas Gerais.
Seguidamente en ese mismo año fue elegido por el presidente Francisco de Paula Rodrigues Alves, para que ocupara el cargo de Vicepresidente de Brasil. Sin embargo falleció repentinamente el 25 de septiembre, justo dos meses antes de su investidura como vicepresidente, que estaba prevista para el día 15 de noviembre.
Debido a su fallecimiento, tuvo que ocupar este cargo Afonso Augusto Moreira Pena.
Sus restos fueron enterrados en el Cementerio Bonfim del municipio de Belo Horizonte.
En Belo Horizonte, en su honor han puesto su nombre a la "Escola Pública Estadual Silviano Brandão" y a la "Avenida Silviano Brandão.